# 大戸駅
大戸駅（おおとえき）は、千葉県香取市大戸川にある、東日本旅客鉄道（JR東日本）成田線の駅である。

## 歴史
- 1926年（大正15年）4月1日：鉄道省の駅として開設[1]。旅客・貨物取扱[2]。
- 1962年（昭和37年）10月1日：貨物取扱廃止[2]。
- 1970年（昭和45年）7月1日：荷物扱い廃止[2][3]。無人駅化[4][5]。
- 1987年（昭和62年）4月1日：国鉄分割民営化に伴い、東日本旅客鉄道（JR東日本）の駅となる[1]。
- 2009年（平成21年）3月14日：ICカード「Suica」の利用が可能となる[6]。東京近郊区間に組み込まれる[6]。

## 駅構造
島式ホーム1面2線を有する地上駅。ホームは嵩上げされていない。駅舎は無く跨線橋が線路の両側を結んでおりホームへも連絡している。北側が1番線である。
成田統括センター（佐原駅）管理の無人駅で、簡易Suica改札機・乗車駅証明書発行機が設置されている。駅北側には浄化槽による男女別水洗式トイレや駐輪場が整備されている。

### のりば
| 番線 | 路線    | 方向 | 行先           |
| ---- | ------- | ---- | -------------- |
| 1    | ■成田線 | 下り | 佐原・銚子方面 |
| 2    | ■成田線 | 上り | 成田・千葉方面 |

（出典：JR東日本:駅構内図）
- 1番線は下り列車専用、2番線は上り列車専用である。
- 2018年3月17日改正前までは、1番線を上下本線とした一線スルー構造であり、1・2番線いずれも両方面からの到着及び出発が可能であった。
- ホームは10両編成まで対応する。線路有効長は長いが、構内に踏切があるため貨物列車同士の行違いは無く、通過のみである。

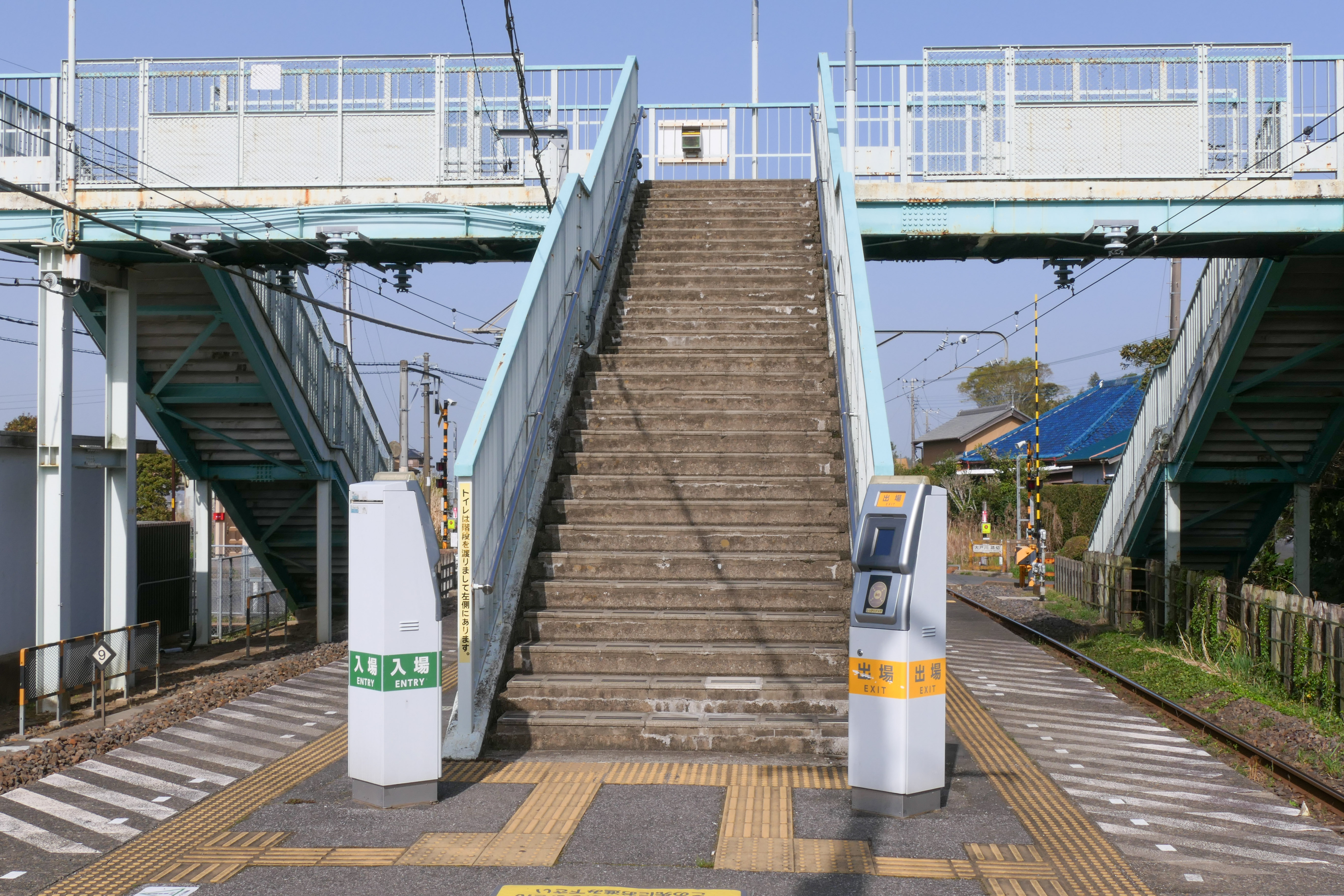
改札口（2021年3月）
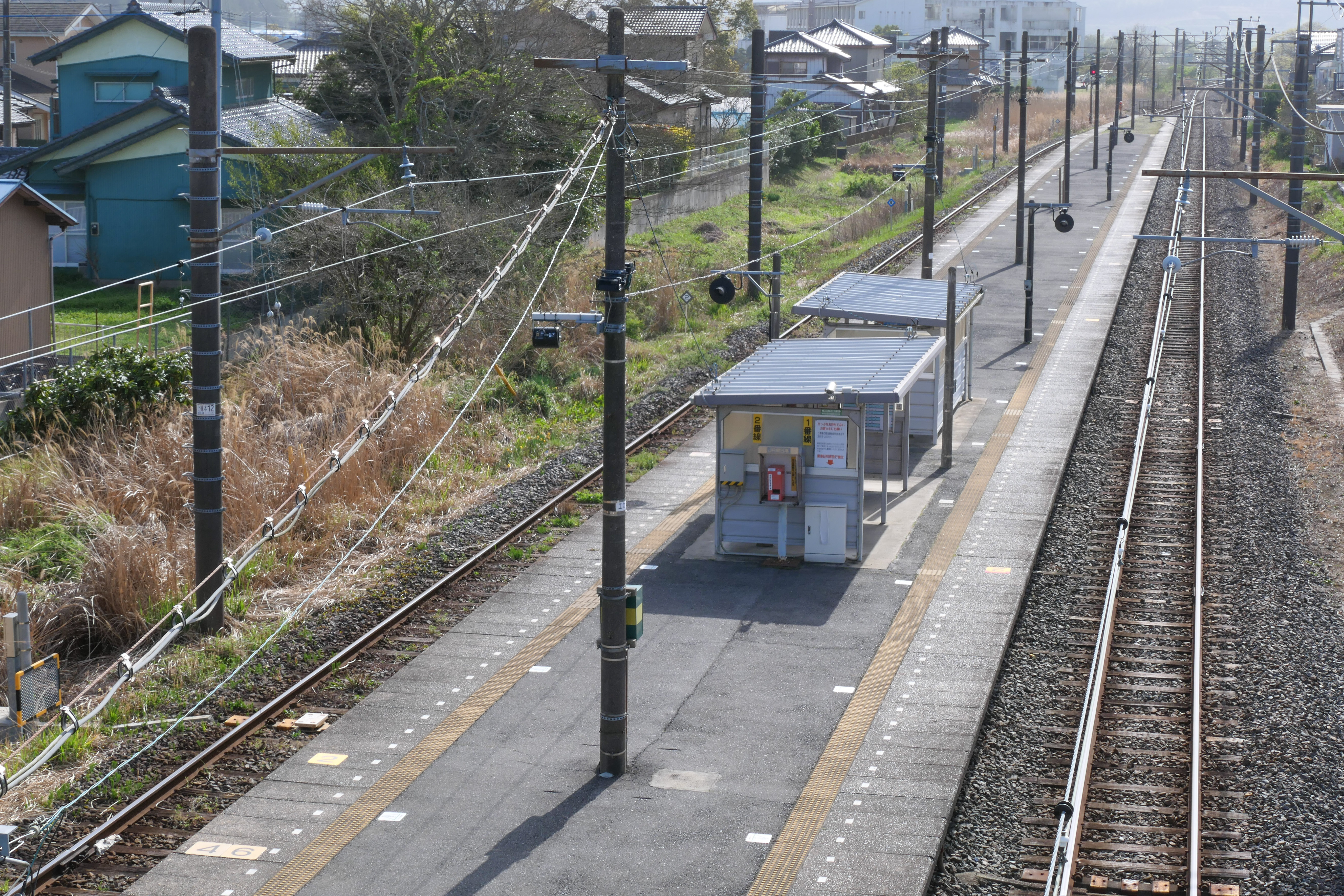
駅ホーム（2021年3月）

## 利用状況
2006年（平成18年）度の1日平均乗車人員は243人である。
千葉県統計年鑑によると、近年の1日平均乗車人員の推移は以下の通り。
| 年度               | 1日平均 乗車人員 | 出典     |
| ------------------ | ---------------- | -------- |
| 1990年（平成02年） | 401              | [ * 1 ]  |
| 1991年（平成03年） | 406              | [ * 2 ]  |
| 1992年（平成04年） | 400              | [ * 3 ]  |
| 1993年（平成05年） | 407              | [ * 4 ]  |
| 1994年（平成06年） | 393              | [ * 5 ]  |
| 1995年（平成07年） | 417              | [ * 6 ]  |
| 1996年（平成08年） | 417              | [ * 7 ]  |
| 1997年（平成09年） | 410              | [ * 8 ]  |
| 1998年（平成10年） | 410              | [ * 9 ]  |
| 1999年（平成11年） | 389              | [ * 10 ] |
| 2000年（平成12年） | 368              | [ * 11 ] |
| 2001年（平成13年） | 368              | [ * 12 ] |
| 2002年（平成14年） | 357              | [ * 13 ] |
| 2003年（平成15年） | 331              | [ * 14 ] |
| 2004年（平成16年） | 291              | [ * 15 ] |
| 2005年（平成17年） | 267              | [ * 16 ] |
| 2006年（平成18年） | 243              | [ * 17 ] |

## 駅周辺

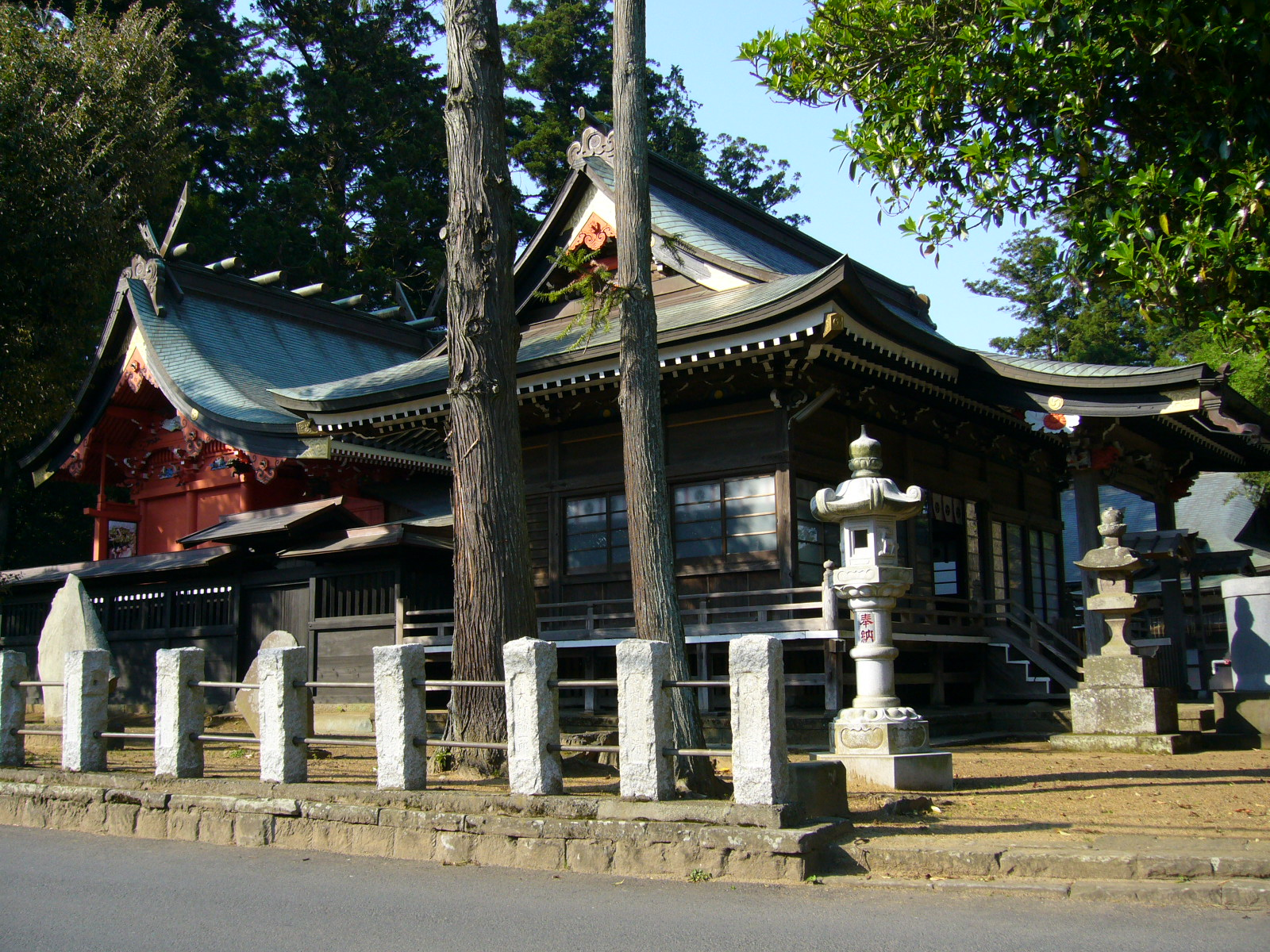
大戸神社

- 大須賀川
- 国道356号
- 千葉県道208号大戸停車場線
- 大戸神社
- 東大戸村道路元標
- 香取市立佐原第五中学校
- 香取市立東大戸小学校
- 大戸郵便局
- 香取市循環バス「大戸駅」停留所

## 隣の駅
東日本旅客鉄道（JR東日本）
■成田線
下総神崎駅 - 大戸駅 - 佐原駅

### 記事本文

### 利用状況
1. ↑  千葉県統計年鑑 - 千葉県
2. ↑  香取市統計書 - 香取市

千葉県統計年鑑
1. ↑  千葉県統計年鑑（平成3年）
2. ↑  千葉県統計年鑑（平成4年）
3. ↑  千葉県統計年鑑（平成5年）
4. ↑  千葉県統計年鑑（平成6年）
5. ↑  千葉県統計年鑑（平成7年）
6. ↑  千葉県統計年鑑（平成8年）
7. ↑  千葉県統計年鑑（平成9年）
8. ↑  千葉県統計年鑑（平成10年）
9. ↑  千葉県統計年鑑（平成11年）
10. ↑  千葉県統計年鑑（平成12年）
11. ↑  千葉県統計年鑑（平成13年）
12. ↑  千葉県統計年鑑（平成14年）
13. ↑  千葉県統計年鑑（平成15年）
14. ↑  千葉県統計年鑑（平成16年）
15. ↑  千葉県統計年鑑（平成17年）
16. ↑  千葉県統計年鑑（平成18年）
17. ↑  千葉県統計年鑑（平成19年）